# Porec
Porec je potok tekoucí na Záhoří, v severní části okresu Malacky. Je to levostranný přítok Lakšárského potoka, měří 8,7 km a je vodním tokem V. řádu.
Protéká Borskou nížinou, pramení v podcelku Bor v lokalitě Na Lúčkách v nadmořské výšce kolem 179 m n. m. Teče nejprve západním směrem, zleva přibírá krátký přítok, na pravém břehu obtéká osadu Šišulákov mlyn a z pravé strany přibírá přítok (157,1 m n. m.) z oblasti Panského. Pokračuje přes Záhorské pláňavy, jižním okrajem obce Závod, zde přibírá pravostranný přítok z lokality Za Hlbokou mlákou. Dále protéká územím NPR Abrod, přes slatinné a bahenní biocenózy s hnízdišti vodního ptactva. Severozápadně od obce Velké Leváre ústí na okraji Dolnomoravské nivy, v nadmořské výšce kolem 150 m n. m. do Lakšárského potoka.